# Provincia Ubon Ratchathani
Ubon Ratchathani (în thailandeză อุบลราชธานี) este o provincie (changwat) din Thailanda. Situată în regiunea de Nord-Est, provincia Ubon Ratchathani are în componența sa 25 districte (amphoe), 219 de sub-districte (tambon) și 2469 de sate (muban). 
Cu o populație de 1.796.001 de locuitori și o suprafață totală de 15.744,8 km2, Ubon Ratchathani este a 3-a provincie din Thailanda ca mărime după numărul populației și a 5-a după mărimea suprafeței.